# Politique dans le département du Jura
Le département français du Jura est un département créé le 4 mars 1790 en application de la loi du 22 décembre 1789, à partir des anciennes provinces de Franche-Comté et de Bourgogne. Les 494 actuelles communes, dont presque toutes sont regroupées en intercommunalités, sont organisées en 17 cantons permettant d'élire les conseillers départementaux. La représentation dans les instances régionales est quant à elle assurée par 9 conseillers régionaux. Le département est également découpé en 3 circonscriptions législatives, et est représenté au niveau national par trois députés et deux sénateurs. 

## Représentation politique et administrative

### Préfets et arrondissements

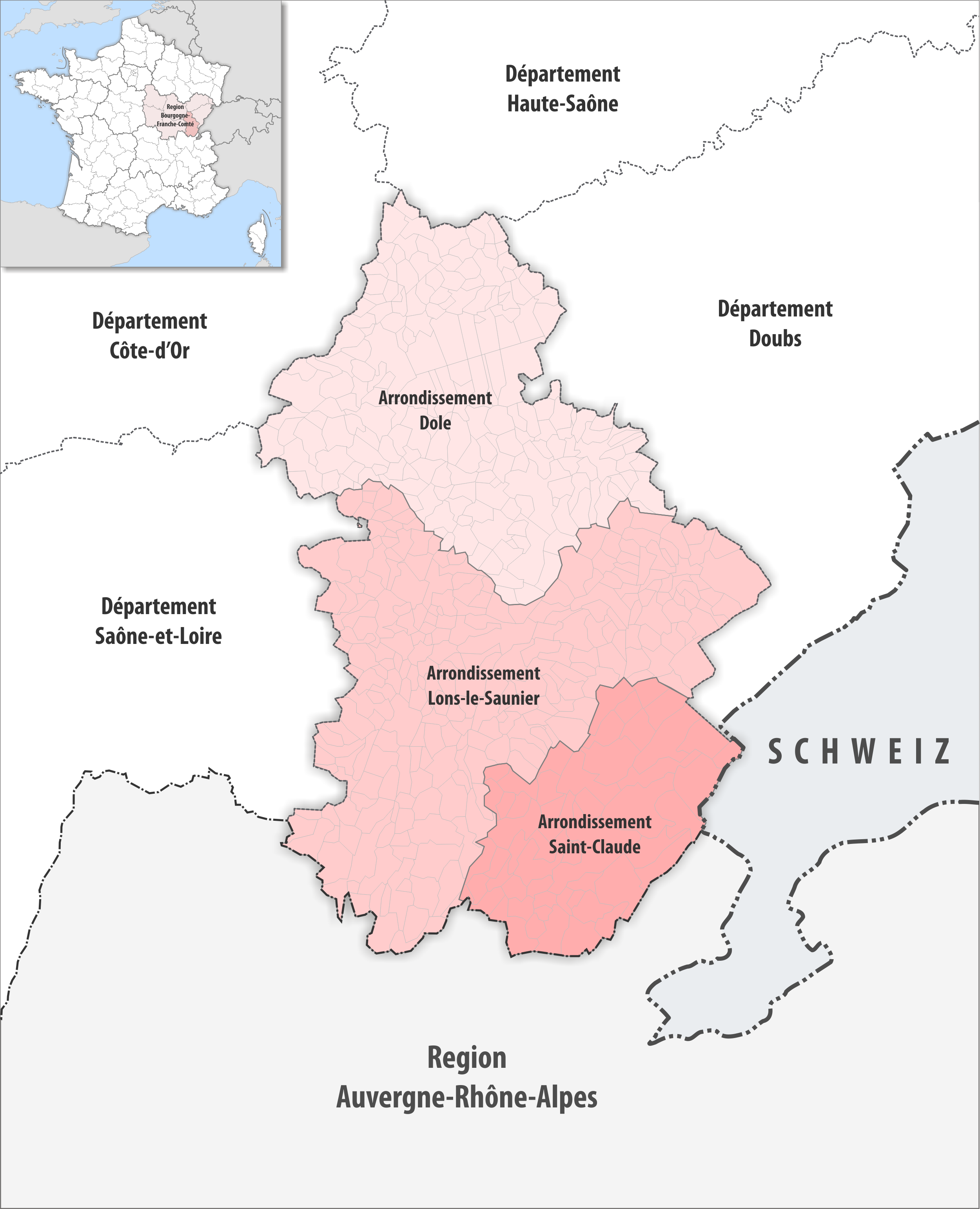
Arrondissements

La préfecture du Jura est localisée à Dole. Le département possède en outre deux sous-préfectures à Lons-le-Saunier et Saint-Claude. Jusqu'en 1926, une sous-préfecture supplémentaire était située à Poligny.

### Députés et circonscriptions législatives

Circonscriptions et affiliations à l'issue des élections de 2024.

| Circ. | Nom                |  | Parti | Groupe                      | Suppléant        |
| ----- | ------------------ |  | ----- | --------------------------- | ---------------- |
| 1re   | Danielle Brulebois |  | RE    | Ensemble pour la République | Philippe Antoine |
| 2e    | Vacant             |  |       |                             |                  |
| 3e    | Justine Gruet      |  | LR    | Droite républicaine         | Étienne Rogueaux |

### Sénateurs
| Nom               |  | Parti | Groupe           | Autres mandats (passés ou actuels)                                              |
| ----------------- |  | ----- | ---------------- | ------------------------------------------------------------------------------- |
| Clément Pernot    |  | LR    | Les Républicains | Président du conseil départemental (2015-2024) Maire de Champagnole (2008-2015) |
| Sylvie Vermeillet |  | PRV   | Union centriste  |                                                                                 |

### Conseillers départementaux

Cantons et affiliations à l'issue des élections de 2021.

| Canton                                                     | Conseiller Sortant        | Parti | Parti | Conseiller élu            | Parti | Parti |
| ---------------------------------------------------------- | ------------------------- | ----- | ----- | ------------------------- | ----- | ----- |
| Arbois                                                     | Marie-Christine Chauvin   |       | LR    | Marie-Christine Chauvin   |       | LR    |
| Arbois                                                     | René Molin                |       | DVD   | René Molin                |       | DVD   |
| Authume                                                    | Franck David              |       | UDI   | Franck David              |       | UDI   |
| Authume                                                    | Sandrine Marion           |       | LR    | Séverine Calinon          |       | DVD   |
| Bletterans                                                 | Philippe Antoine          |       | LREM  | Philippe Antoine          |       | LREM  |
| Bletterans                                                 | Danielle Brulebois        |       | LREM  | Danielle Brulebois        |       | LREM  |
| Champagnole                                                | Clément Pernot            |       | LR    | Clément Pernot            |       | LR    |
| Champagnole                                                | Sylvie Vermeillet         |       | MR    | Éloïse Schneider          |       | LR    |
| Coteaux du Lizon                                           | Nelly Durandot            |       | LREM  | Nelly Durandot            |       | LREM  |
| Coteaux du Lizon                                           | Jean-Daniel Maire         |       | LREM  | Jean-Daniel Maire         |       | LREM  |
| Dole-1                                                     | Jean-Baptiste Gagnoux     |       | LR    | Jean-Baptiste Gagnoux     |       | LR    |
| Dole-1                                                     | Christine Riotte          |       | UDI   | Christine Riotte          |       | UDI   |
| Dole-2                                                     | Françoise Barthoulot      |       | G.s   | Stéphane Champahnet       |       | LR    |
| Dole-2                                                     | Philippe Genestier        |       | PCF   | Florence Maupoil          |       | DVD   |
| Hauts de Bienne                                            | Maryvonne Cretin-Maitenaz |       | UDI   | Maryvonne Cretin-Maitenaz |       | UDI   |
| Hauts de Bienne                                            | Régis Malinverno          |       | UDI   | Sébastien Benôit-Guyot    |       | UDI   |
| Lons-le-Saunier-1                                          | Christophe Bois           |       | Agir  | Thomas Barthelet          |       | PS    |
| Lons-le-Saunier-1                                          | Céline Trossat            |       | UDI   | Christelle Plathey        |       | DVG   |
| Lons-le-Saunier-2                                          | Annie Audier              |       | DVD   | Yoanna Wancauwenbergue    |       | DVD   |
| Lons-le-Saunier-2                                          | Cyrille Bréro             |       | LR    | Cyrille Bréro             |       | LR    |
| Moirans-en-Montagne                                        | Marie-Christine Dalloz    |       | LR    | Marie-Christine Dalloz    |       | LR    |
| Moirans-en-Montagne                                        | Jean-Charles Grosdidier   |       | DVD   | Philippe Prost            |       | DVD   |
| Mont-sous-Vaudrey                                          | Natacha Bourgeois         |       | LR    | Sandra Hählen             |       | DVD   |
| Mont-sous-Vaudrey                                          | Gérôme Fassenet           |       | LR    | Gérôme Fassenet           |       | LR    |
| Poligny                                                    | Dominique Chalumeaux      |       | LR    | Dominique Chalumeaux      |       | LR    |
| Poligny                                                    | Christelle Morbois        |       | LR    | Christelle Morbois        |       | LR    |
| Saint-Amour                                                | Jean Franchi              |       | UDI   | Christian Buchot          |       | LR    |
| Saint-Amour                                                | Hélène Pélissard          |       | LR    | Marie-Laure Perrin        |       | DVD   |
| Saint-Claude                                               | Jean-Louis Millet         |       | DVD   | Jean-Louis Millet         |       | DVD   |
| Saint-Claude                                               | Christine Sophoclis       |       | DVD   | Catherine Chambard        |       | DVD   |
| Saint-Laurent-en-Grandvaux                                 | Gilbert Blondeau          |       | LR    | Gilbert Blondeau          |       | LR    |
| Saint-Laurent-en-Grandvaux                                 | Françoise Vespa           |       | UDI   | Françoise Vespa           |       | UDI   |
| Tavaux                                                     | Jean-Michel Daubigney     |       | LR    | Jean-Michel Daubigney     |       | LR    |
| Tavaux                                                     | Chantal Torck             |       | LR    | Florence Gay              |       | DVD   |
| * Conseiller départemental ne se représentant pas en 2021. |                           |       |       |                           |       |       |

### Conseillers régionaux
Présidence : Marie-Guite Dufay (Doubs)
|            | Parti | Siège |
| ---------- | ----- | ----- |
| Majorité   |       |       |
|            | PS    | 3     |
|            | PCF   | 1     |
|            | EELV  | 1     |
|            | DVG   | 1     |
| Opposition |       |       |
|            | LR    | 2     |
|            | RN    | 1     |

### Maires

Carte des 494 communes du Jura au 1er janvier 2022.

| Commune         | Maire                 |  | Parti | Élection | Population |
| --------------- | --------------------- |  | ----- | -------- | ---------- |
| Champagnole     | Guy Saillard          |  | LR    | 2015     | 8 035      |
| Dole            | Jean-Baptiste Gagnoux |  | LR    | 2017     | 23 784     |
| Lons-le-Saunier | Jean-Yves Ravier      |  | PS    | 2020     | 16 942     |
| Saint-Claude    | Jean-Louis Millet     |  | REC   | 2014     | 8 556      |